# Jujevan
Jujevan (en arménien Ջուջևան) est une communauté rurale du marz de Tavush, en Arménie. Elle compte 612 habitants en 2008. La localité a été fondée en 1874.